# مبارک‌آباد (استهبان)
مبارک‌آباد (استهبان)، روستایی از توابع بخش رونیز شهرستان استهبان در استان فارس ایران است.

## نام خانوادگی
نام خانوادگی اکثر افراد این روستا مبارکی است.

## جمعیت
این روستا در دهستان خیر قرار دارد و براساس سرشماری مرکز آمار ایران در سال ۱۳۸۵، جمعیت آن ۹۱۲ نفر (۲۱۰خانوار) بوده‌است.